# Provincia de Ra
Ra es una de las tres provincias de la División Norte del archipiélago de Fiyi. 

## Características
Ra limita al oriente y al suroriente con la provincia de Ba, y al sur con las de Naitasiri y Tailevu, ambas situadas en la División Central. En sus zonas septentrional y noroccidental está bañada por el mar de Koro. 
La provincia tiene un área de 1.341 km² y una población de 29.464 habitantes, según el censo de 2007. Su densidad es por ende de 23,05 hab./km². 
Su principal centro urbano es Vaileka (3.361 hab. en 1996), en el distrito de Raikiraki. Ra comprende asimismo los distritos de Nalawa, Nakorotubu y Saivou.